# Apteroblatta obscura
Apteroblatta obscura är en kackerlacksart som beskrevs av Robert Walter Campbell Shelford 1912. Apteroblatta obscura ingår i släktet Apteroblatta och familjen småkackerlackor.
Artens utbredningsområde är Uganda. Inga underarter finns listade i Catalogue of Life.